# Luxemburg i olympiska sommarspelen 2000
Luxemburg deltog i de olympiska sommarspelen 2000 med en trupp bestående av sju deltagare, två män och fem kvinnor, och de tog inga medaljer.

## Bordtennis
| Spelare                      | Gren      | Gruppspel            | Gruppspel            | Gruppspel            | Sextondelsfinal         | Åttondelsfinal       | Kvartsfinal          | Semifinal            | Final / BM           | Final / BM       |
| Spelare                      | Gren      | Motståndare Resultat | Motståndare Resultat | Motståndare Resultat | Motståndare Resultat    | Motståndare Resultat | Motståndare Resultat | Motståndare Resultat | Motståndare Resultat | Placering        |
| ---------------------------- | --------- | -------------------- | -------------------- | -------------------- | ----------------------- | -------------------- | -------------------- | -------------------- | -------------------- | ---------------- |
| Ni Xialian                   | Damsingel | BYE                  | BYE                  | BYE                  | Bátorfi (HUN) W 3–2     | Li J (CHN) L 0–3     | Gick inte vidare     | Gick inte vidare     | Gick inte vidare     | Gick inte vidare |
| Ni Xialian Peggy Regenwetter | Damdubbel | BYE                  | BYE                  | BYE                  | Miao / Zhou (AUS) L 2–3 | Gick inte vidare     | Gick inte vidare     | Gick inte vidare     | Gick inte vidare     | Gick inte vidare |

## Tennis
| Spelare     | Gren      | Omgång 1                | Omgång 2                      | Åttondelsfinaler  | Kvartsfinaler     | Semifinaler       | Final / BM        | Final / BM       |
| Spelare     | Gren      | Motståndare Poäng       | Motståndare Poäng             | Motståndare Poäng | Motståndare Poäng | Motståndare Poäng | Motståndare Poäng | Placering        |
| ----------- | --------- | ----------------------- | ----------------------------- | ----------------- | ----------------- | ----------------- | ----------------- | ---------------- |
| Anne Kremer | Damsingel | Majoli (CRO) W 6–2, 6–4 | Coetzer (RSA) L 6–4, 3–6, 4–6 | Gick inte vidare  | Gick inte vidare  | Gick inte vidare  | Gick inte vidare  | Gick inte vidare |

## Triathlon
| Triathlet         | Gren               | Simning (1,5 km) | Trans 1 | Cykling (40 km) | Trans 2 | Löpning (10 km) | Total tid  | Placering |
| ----------------- | ------------------ | ---------------- | ------- | --------------- | ------- | --------------- | ---------- | --------- |
| Nancy Kemp-Arendt | Damernas triathlon | 19:15,18         | 27.60   | 1:05:17         | 26.30   | 37:48,86        | 2:03:14,94 | 10        |